# کاونیک
کاونیک (به لاتین: Kaonik) یک منطقهٔ مسکونی در بوسنی و هرزگوین است که در Busovača Municipality واقع شده‌است.